# 10795 Babben
10795 Babben è un asteroide della fascia principale. Scoperto nel 1992, presenta un'orbita caratterizzata da un semiasse maggiore pari a 3,2147136 UA e da un'eccentricità di 0,0381306, inclinata di 22,50771° rispetto all'eclittica.